# هوغو هاس (سياسي)
هوغو هاس (29 سبتمبر 1863 – 7 نوفمبر 1919) كان سياسيًا اشتراكيًا ألمانيًا ومحاميًا سلميًا. تعاون مع فريدريش إيبرت في رئاسة مجلس نواب الشعب بعد الثورة الألمانية 1918-1919.

## النشأة
ولد هوغو هاس في 29 سبتمبر عام 1863 في ألنشتاين في بروسيا الشرقية، ألمانيا (حاليًا أولشتين، بولندا)، كان نجل صانع الأحذية اليهودي ورجل الأعمال الصغير، نايثان هاس، وزوجته بولين (اسمها قبل الزواج أنكه).
بعد حضوره الجمنازيوم في راستنبورك، درس هاس الحقوق في كونيغسبرغ (حاليًا كالينينغراد، روسيا)، وانضم إلى الحزب الديمقراطي الاجتماعي الألماني في عام 1887 وفي العام التالي أعلن نفسه كمحامٍ. كان أول محامٍ اشتراكي في بروسيا الشرقية واستقبل عملاء بشكل رئيسي من الطبقات الدنيا (العمال والفلاحين) والصحفيين والموظفين الاشتراكيين. في عام 1894، أصبح هاس أول ديمقراطي اجتماعي في البرلمان البلدي في كونيغسبرغ. في عام 1897، انتُخب للرايخستاج في انتخابات تكميلية.
دافع عن الاشتراكيين الديمقراطيين في العديد من القضايا القانونية ضد مختلف التهم ذات الدوافع السياسية. شملت القضايا البارزة التي جعلته معروفًا في جميع أنحاء البلاد ما يسمى بعملية التنظيم السري في كونيغسبرغ في عام 1904، إذ تمكن من تبرئة العديد من السياسيين بما في ذلك وزير بروسيا لاحقًا، أوتو براون. في عام 1907، كان هاس مستشارًا لكارل ليبكنخت (عضو الحزب الديمقراطي الاجتماعي الألماني)، الذي اتهم بالخيانة العظمى لنشر مقالتة «السياسة العسكرية ومعاداة السياسة العسكرية».
ينتمي هاس إلى ما يسمى بالجناح «التصحيحي» للحزب، والذي على النقيض من الماركسيين، دعم الإصلاحات التدريجية ولم يعد يرى أن الثورة هي أفضل مسار للتغيير الاجتماعي والسياسي. في عام 1911، أصبح رئيسًا للحزب الديمقراطي الاجتماعي الألماني إلى جانب أوغست بيبل، في عام 1912، أعيد انتخاب هاس في الرايخستاج وأصبح، مع فيليب شايدمان، رئيسًا لمجموعة رايخستاج الحزب الديمقراطي الاجتماعي الألماني. بعد وفاة بيبل في عام 1913، اختير هاس وفريدريش إيبرت كرئيسين للحزب. ومع ذلك، ظل نشطًا كمحام (الآن مع مكتب في برلين). على النقيض من إيبرت وبيبل وشايدمان، لم يكن هاس موظفًا محليًا في الحزب بل كان مفكرًا راديكاليًا.

## الحرب العالمية الأولى، تأسيس
في يوليو عام 1914، نظم مسيرات معادية للحرب العالمية الأولى تابعة للحزب الديمقراطي الاجتماعي الألماني وفي 31 يوليو و 1 أغسطس، قاتل الحزب الديمقراطي الاجتماعي الألماني ليصوت في الرايخستاغ ضد زيادة قروض الحرب. ومع ذلك، فشل في تحقيق ذلك بسبب معارضة فريدريش إيبرت وأغلبية الأحزاب. في الاجتماع الحاسم لمندوبي الحزب الديمقراطي الاجتماعي الألماني في 3 أغسطس، رفض هاس و13 آخرون فقط دعم القروض. صوت هاس بعد ذلك لصالح القروض في الرايخستاغ، امتثالًا لأحكام الحزب، اضطُر كرئيس إلى الدفاع عن تصويت الحزب الديمقراطي الاجتماعي الألماني في جلسة 4 أغسطس. قرأ هاس بيان الحزب قائلًا «لن نتخلى عن الوطن في ساعة الخطر»، وضعت الحكومة الإمبريالية ردًا على ذلك ما يسمى بسياسة بورغفريدن.

## وصلات خارجية
- هوغو هاس (سياسي) على موقع الموسوعة البريطانية (الإنجليزية)
- هوغو هاس (سياسي) على موقع إن إن دي بي (الإنجليزية)

- Hugo Haase Imperialism and Arbitration Courts